# سینمای ترکمنستان

سینما عشق‌آباد(Cinema Ashgabat) تنها پردیس سینمایی در ترکمنستان

سینمای ترکمنستان در بین کشورهای آسیای مرکزی از تولید بسیار محدودی برخوردار است. با این همه ظهور و بروز سینما در ترکمنستان به دهه ۱۹۲۰ و زمانی که این کشور جزیی از اتحاد جماهیر شوروی شد برمی‌گردد.

## سال‌های اولیه
نقطه مشترک ظهور و بروز سینما در کشورهای آسیای میانه پس از پیوستن به اتحاد جماهیر شوروی، استفاده از ابزار سینما برای تبلیغات یا ارائه خبرهای مرتبط با سقوط امپراتوری روسیه و سرانجام خفت‌بار سزار و خاندان رومانف و همچنین برجسته کردن نقش رهبران مانند لنین در انقلاب اکتبر ۱۹۱۷ بود. از این رو عمده فیلم‌های اولیه ساخته شده در ترکمنستان مستندهای خبری بودند. در سال ۱۹۲۵ با همکاری استودیوی فیلمسازی سوتاب‌کینو (Sevzapkino) در لنینگراد اولین مستند خبری-گزارشی در ترکمنستان تولید شد که در حقیقت به تبیین مواضع حزب کمونیست ترکمنستان می‌پرداخت. در ۱۹۲۶ استودیو کینو فابریکا در عشق‌آباد تأسیس شد که عمدتاً برنامه‌ای جز ساخت فیلم‌های تبلیغاتی یا آموزشی مرتبط با حزب کمونیست نداشت.
حدود یک دهه بعد در سال ۱۹۳۵ به معنای واقعی کلمه، اولین فیلم ناطق و دارای موسیقی به نام من دوباره بر می‌گردم توسط الکساندر لداشچف در عشق‌آباد ساخته شد. یک فیلم روایی که در آن سرگذشت یک جوان کارگر به نام کوربان تصویر شده بود. این فیلم تأثیر بسیاری بر روی مخاطبین گذارد چرا که به نوعی داستان کوربان قصه زندگی بسیاری از آنان بود.
طی دهه ۲۰ تا ۴۰ جدای از سوتاب‌کینو، استودیوی دیگری به نام وستوکینو نیز در عشق‌آباد تأسیس شد. بدنه سینمایی دهه‌های بعدی سینمای ترکمنستان نظیر ولادیمیر لاوروف، جاوانشیر ممدوف، نیکولای میخائیلوویچ کوپیسوف، جوما نپسوف و شادوردی آنایف از این استودیو ظهور کردند.

## دهه ۴۰ تا ۷۰ و توقف سینما
در ۲ سال اول جنگ جهانی دوم، استودیو فیلم کی‌یف ابزار و ملزومات خود را به شرکت فیلم‌سازی تازه تأسیس ترکمن‌فیلم منتقل کرد. ترکمن‌فیلم اولین اثر سینمایی و ملی این سرزمین به نام دورسون را در سال ۱۹۴۰ توسط یوگنی ایوانف تولید کرد. فیلمی که براساس مطالعه دقیق فرهنگ و آداب و رسوم ترکمن ساخته شده و همه بازیگران فیلم به جز بازیگر نقش اول زن نینا آلیسوا، ترکمن بودند.
پس از پایان جنگ جهانی دوم جدای از خرابی‌ها و خسارت‌ها، زلزله شدید عشق آباد استودیو ترکمن‌فیلم را ویران کرد و عملاً سینمای ترکمنستان به ورطه تعطیلی افتاد. از اواسط دهه ۵۰ استودیو ترکمن‌فیلم کم‌کم بازسازی شد. مهمترین اتفاق اما تولید اولین فیلم رنگی در سال ۱۹۵۴ به نام مأموریت فوق‌العاده به کارگردانی ایوانف بارکوف و آلتی کارلیف بود.
در دهه ۶۰ هنوز کارگردانان اوکراینی و روسی در ترکمن‌فیلم فعالیت زیاد داشتند اما با بازگشت چندین تن از فارغ‌التحصیلان ترکمن از مؤسسه سینمایی گراسیموف، بدنه سینمایی این کشور نسل تازه‌ای را شاهد بود که از برجسته‌ترین آنها می‌توان به خوجاکولی نارلیف (با فیلم دخترخوانده محصول ۱۹۷۲)، یازگلدی سیدوف، کوربان یازانوف، مراد کوربانکلیچف و محمد سوئیانخانف اشاره کرد.

## پس از استقلال
تولید حال حاضر سینمای ترکمنستان در بهترین حالت به ۱ فیلم بلند و ۳ فیلم مستند در سال خلاصه شده‌است. تعداد سالن‌های سینما ۳۵ عدد در این کشور برآورد شده‌است. از ۱۹۹۱ به بعد سینمای ترکمنستان تقریباً به محاق رفت. مهمترین دلیل این افت، نبود سرمایه عنوان شده که امری بدیهی است. سایر کشورهای آسیای میانه نیز به همین مشکل کمبود سرمایه در سینما مواجه شدند. پیش از آن بودجه سینمایی این کشورها توسط کمیته فرهنگی حزب کمونیست اتحاد جماهیر شوروی آماده می‌شد. در حال حاضر متولی سینمای ترکمنستان وزارت فرهنگ و صداوسیمای ترکمنستان است. این نهاد دولتی از نوامبر ۲۰۰۸ بدینسو جشنواره بین‌المللی فیلمهای مستند و فیلم‌های هنری کوتاه تحت عنوان «ترکمنستان و هنر سینمای جهانی» را برگزار می‌کند که رویدادی غیررقابتی است.